# Malatswai
Malatswai è un villaggio del Botswana situato nel distretto Centrale, sottodistretto di Serowe Palapye. Il villaggio, secondo il censimento del 2011, conta 1.482 abitanti.

## Località
Nel territorio del villaggio sono presenti le seguenti 3 località:
- Malatswai 2/17 Cattle Post di 30 abitanti,
- Malatswai Gate Camp,
- Xhadokago